# ハンマーハウス
ハンマーハウス（英：Team Hammer House）は、アメリカ合衆国の総合格闘技のチーム。代表はマーク・コールマン。

## 主な所属選手
- マーク・コールマン
- ブランドン・リー・ヒンクル
- ウェス・シムズ

## かつての所属選手
- マーク・ケアー
- フィル・バローニ
- ケビン・ランデルマン